# Volné sdružení obcí
Volné sdružení obcí je správní celek, který sdružuje několik obcí. Počet zapojených obcí není nijak omezen. Vzniká tak jistý mikroregion, který má specifické potřeby, podobné zájmy a sdružení umožňuje nové možností spolupráce a dosah jejich působení. Účelem vzniku je ochrana a prosazování společných zájmů.
Jedná se o dobrovolné sdružení (svazek), které pomáhá obcím vystupovat jednotně, spolupracovat na místní úrovni, nalézat společná řešení problémů, umožnit lepší přenos informací mezi obcemi či zpracovávat projekty v oblasti jejich zájmu. Podnětem pro vznik sdružení mohou být také integračními tlaky ze strany státních orgánů a snahy o zviditelnění tohoto určitého mikroregionu ve vztahu ke vznikajícím orgánům vyšších územně samosprávních celků.
Tyto obce bývají ve stejném, či blízkém katastrálním území. 
V Itálii vznikly tyto správní celky z provincií v roce 2015. 
Česká republika má také několik těchto sdružení, první z nich začaly vznikat již v roce 1994. Názvy sdružení mohou být variabilní a obsahovat také slovo venkovský.
Právní opora vzniku sdružení je Zákon o obcích 128/2000 Sb.
„Dobrovolný svazek obcí (DSO) není ve své podstatě nic jiného, než zájmové sdružení právnických osob, rozdíl je pouze v tom, že zakladatelé dobrovolného svazku obcí vědomě a dobrovolně omezují jeho činnost na úkoly v oblasti školství, sociální péče, zdravotnictví, kultury, správy a údržby a provozování zařízení sloužících k uspokojování potřeb občanů, čistoty obce, odvozu domovních odpadků a jejich likvidace, zásobování vodou a odvádění a čištění odpadních vod.“
- 1994 – viz např. Svazek obcí Dobříšska a Novoknínska
- 1998 – viz např. Svazek obcí Novoborsko
- 1999 – viz např. Sdružení obcí regionu Most – Jih
- 2003 – viz např. Sdružení obcí Hlučínska
- 2015 – viz např. Mikroregion Šternbersko